# Přední Výtoň
Přední Výtoň – gmina w Czechach, w powiecie Český Krumlov, w kraju południowoczeskim. Według danych z dnia 1 stycznia 2013 liczyła 222 mieszkańców.